# Édouard Degouve de Nuncques
Pour les articles homonymes, voir Degouve de Nuncques.
Édouard Albert Joseph Degouve de Nuncques, né le 16 août 1810 à Douai et mort le 5 mai 1878 à Compiègne, est un journaliste, éditeur et haut fonctionnaire français.

## Biographie
Édouard Degouve de Nuncques est le fils d'un notable du Pas-de-Calais, Louis François Joseph de Gouves de Nuncques (1783-1833), magistrat, conseiller à la Cour de Paris sous Louis-Philippe et député libéral de Montreuil, Hesdin et Saint-Pol-sur-Mer, entre 1827 et sa mort en 1833, et de Victoire Prévost.
D'une famille libérale, Édouard Degouve de Nuncques devient journaliste. Il rapporte en 1834 les accusations de la Gazette d'Augsbourg contre Adolphe Thiers, accusé d'avoir utilisé le télégraphe de Chappe pour spéculer à la Bourse.
Il est ensuite rédacteur au National, puis fondateur et gérant du Progrès d'Arras, qui paraît tous les deux jours, Frédéric Degeorge étant rédacteur en chef pendant les années 1838 et 1839. 
Il fonde parallèlement la Correspondance de presse parisienne des journaux radicaux des départements, appelée aussi Correspondance de Gouve de Nuncques, qui s'adresse aux journaux "indépendants" des départements, sur la période 1838-1848. Le journal, qui fournit des contenus aux autres journaux, sur le principe d'une agence de presse, est consacré aux nouvelles diverses, à des extraits de la presse parisienne, à la chronique locale. Dans ses colonnes, il proteste contre le retrait des annonces judiciaires, qui pénalise les journaux départementaux membres. Sa publication, basée au 15 rue Guénégaud à Paris, est autographiée sur papier de soie. Lorsque Degouve se retire, une autre agence se crée, la Correspondance de Paris, appelée aussi « Correspondance démocratique des départements et de l'étranger », qui sera plus tard rachetée par Charles Louis Havas. 
Ensuite, il traversa la carrière préfectorale en 1848 et 1849, après la Révolution de 1848, comme préfet du Pas-de-Calais, de la Somme et des Deux-Sèvres, puis entra au Conseil de Paris. 
Il fonde la seconde Correspondance de Gouve de Nuncques en 1851 : lorsque Michelant se retire après presque deux ans de direction, Degouve de Nuncques prend la suite.
Gendre de Martin Laffitte, il est le beau-père de l'architecte Pierre Félix Julien.